# Polydore (sculpteur)
 (octobre 2019).
Si vous disposez d'ouvrages ou d'articles de référence ou si vous connaissez des sites web de qualité traitant du thème abordé ici, merci de compléter l'article en donnant les références utiles à sa vérifiabilité et en les liant à la section « Notes et références ».
Polydore est un sculpteur grec du Ier siècle av. J.-C., principalement actif à Myrina sur l'île de Lemnos.

## Biographie

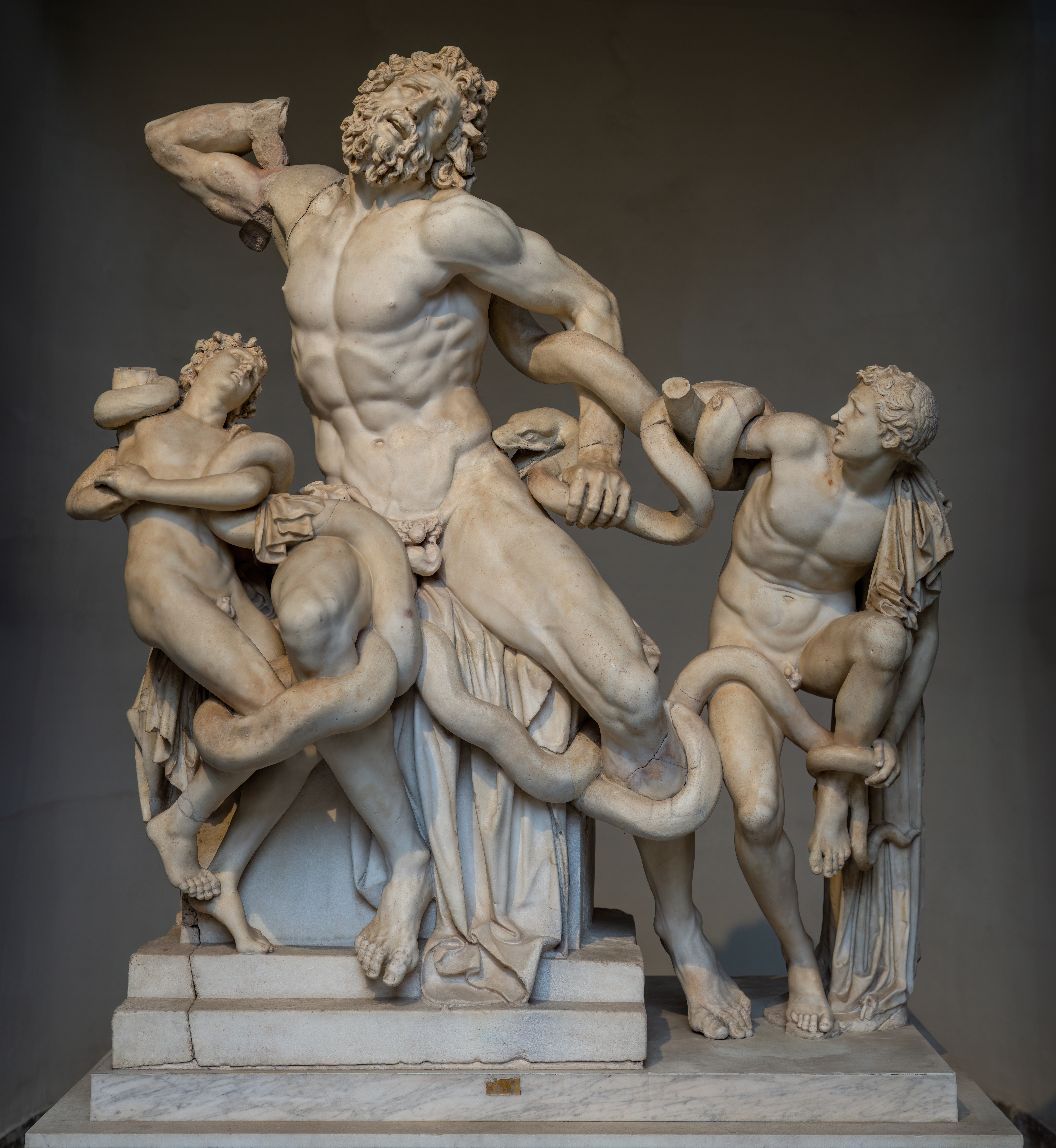
Groupe du Laocoon, Rome, musée Pio-Clementino.

Pline l’Ancien attribue à Polydore et ses condisciples de l'école rhodienne Athénodore et Agésandros, la création du groupe du Laocoon, une sculpture en marbre représentant le prêtre troyen Laocoon ainsi que ses fils attaqués par des serpents, conservée à Rome au musée Pio-Clementino.